# Macrocalymma insignis
Macrocalymma insignis är en stekelart som först beskrevs av Henri Saussure.  Macrocalymma insignis ingår i släktet Macrocalymma och familjen Eumenidae. Inga underarter finns listade i Catalogue of Life.